# Estudiantes por una Sociedad Democrática
Estudiantes por una Sociedad Democrática (en inglés Students for a Democratic Society, SDS) fue una organización activista estudiantil estadounidense durante los años 60's, y fue una de las principales representaciones de la Nueva Izquierda estadounidense. Haciendo de lado conceptos como líderes permanentes, relaciones jerárquicas, procedimientos parlamentarios, los fundadores concibieron la organización como un amplio ejercicio de "democracia participativa". Desde su lanzamiento en 1960, creció rápidamente en el transcurso de la tumultuosa década con más de 300 capítulos universitarios y 30 000 simpatizantes registrados en todo el país en su última convención nacional en 1969. La organización se dividió en esa convención en medio de la rivalidad entre facciones que buscaban imponer el liderazgo, la dirección nacional y la disputa de visiones "revolucionarias" sobre, entre otros temas, la Guerra de Vietnam y el Poder Negro.
En 2006 se fundó una nueva red nacional para la organización de estudiantes de izquierda, también llamada Estudiantes por una Sociedad Democrática (2006).

## Historia

### 1960-1962: La declaración de Port Huron
SDS nació a partir de la rama juvenil de una organización educativa socialista conocida como la Liga para la Democracia Industrial (LID). La propia LID descendía de una organización estudiantil más antigua, la Sociedad Socialista Intercolegial, fundada en 1905 por Upton Sinclair, Walter Lippmann, Clarence Darrow y Jack London . A principios de 1960, para ampliar el alcance de la contratación más allá de las cuestiones laborales, la Liga de Estudiantes para la Democracia Industrial se reconstituyó como SDS. Celebraron su primera reunión en 1960 en el campus de la Universidad de Míchigan en Ann Arbor, donde Alan Haber fue elegido presidente. El manifiesto de SDS, conocido como la Declaración de Port Huron, fue adoptado en la primera convención de la organización en junio de 1962, basado en un borrador anterior del entonces miembro Tom Hayden.
La Declaración de Port Huron denunció lo que describió como "paradojas inquietantes": que el "país más rico y más fuerte" del mundo debería "tolerar la anarquía como un principio fundamental de conducta internacional"; que debería permitir que "la declaración que todos los hombres son creados iguales...'" sea "ciego ante los hechos de la vida de los negros"; que, si bien la tecnología crea "nuevas formas de organización social", debe seguir imponiendo "el trabajo sin sentido y la ociosidad"; y con dos tercios de la humanidad desnutridos que sus clases altas se "deleitan en medio de su abundancia superflua".
Al buscar "la chispa y el motor del cambio", los autores rechazaron cualquier "fórmula" o "teoría cerrada". En cambio, "madurados" por "los horrores de un siglo" en el que "ser idealista es ser considerado apocalíptico". Estudiantes por una Sociedad Democrática buscaría una "nueva izquierda... comprometida con la deliberación, la honestidad [y] la reflexión." 
El comunicado proponía la universidad, con su "accesibilidad al conocimiento" y una "apertura interna", como una "base" desde la cual los estudiantes "mirarían hacia afuera a las luchas menos exóticas pero más duraderas por la justicia". "El puente hacia el poder político" sería "construido a través de una cooperación genuina, a nivel local, nacional e internacional, entre una nueva izquierda de jóvenes y una comunidad de aliados que despierta". La SDS se comprometió a "estimular este tipo de movimiento social, este tipo de visión y programa en los campus y la comunidad de todo el país".
Por el cobijo de la Liga de la Democracia Industrial, hubo un problema inmediato. La Declaración omitió la denuncia estándar del comunismo de la LID: el arrepentimiento que expresó por la "perversión de la vieja izquierda por parte del estalinismo" fue demasiado, y sus referencias a las tensiones de la Guerra Fría demasiado imparciales. Hayden, que había sucedido a Haber como presidente de SDS, fue convocado a una reunión en la que, negándose a hacer más concesiones, se enfrentó con Michael Harrington.
En cuanto a la seguridad afirma "una toma del control al estilo del frente único de su brazo juvenil", la LID había impuesto una cláusula de "exclusión comunista" en la creación del SDS. Hacía 1965 aquellos que consideraban una concesión y una visión de movimiento muy diferente al de la LID, ocurrió finalmente la ruptura. El vínculo de los estudiantes con su organización matriz se rompió en mutuo acuerdo.
Al redactar la Declaración de Port Huron, Hayden reconoció la influencia de un estudiante de intercambio alemán del Bowdoin-College, Michael Vester. Animó a Hayden a ser más explícito sobre las contradicciones "entre la democracia política y la concentración económica del poder", y a adoptar una perspectiva más internacional. Vester iba a ser el primero de una serie de conexiones cercanas entre el SDS estadounidense y el SDS de Alemania Occidental (Sozialistischer Deutscher Studentenbund ), un movimiento estudiantil que seguiría una trayectoria similar.

### 1962-1964: autoorganización
En el año de 1962-63, el presidente era Hayden, el vicepresidente era Paul Booth y el secretario nacional era Jim Monsonis. Había nueve capítulos contando como máximo, unos 1000 miembros. La Oficina Nacional en la ciudad de Nueva York contaba con algunos escritorios, algunas sillas rotas, un par de archivadores y algunas máquinas de escribir. El grupo tenía una fuerte creencia en la descentralización y desconfianza hacía la mayoría de las organizaciones, en cambio la SDS no había desarrollado, ni desarrollaría un dirección central fuerte. El personal de la Oficina Nacional trabajaba muchas por poco dinero para dar servicio a las células locales y ayudar a establecer otros nuevos. Siguiendo el liderazgo del Comité Coordinador Estudiantil No Violento (SNCC), la mayor parte de la actividad se orientó hacia la lucha por los derechos civiles .
A finales de 1963, más de 200 delegados asistieron a la convención anual en Pine Hill, Nueva York, con asistentes provenientes de 32 diversas universidades. La convención fue para la creación de una estructura federal. la política y la dirección se discutirían en un cónclave trimestral de delegados del capítulo, el Consejo Nacional. Los oficiales nacionales, en el espíritu de la "democracia participativa", serían seleccionados anualmente por consenso. Lee Webb de la Boston University fue elegido como secretario nacional y Todd Gitlin de Harvard fue elegido presidente.
En 1963, la "igualdad racial" siguió siendo la causa principal. En noviembre de 1963, el capítulo de SDS del Swarthmore College se asoció con Stanley Branche y los padres locales para crear el Comité por la Libertad Ahora!, que dirigió las protestas de la escuela de Chester junto con la NAACP en Chester, Pensilvania. Desde noviembre de 1963 hasta abril de 1964, las manifestaciones se centraron en poner fin a la segregación racial en las escuelas públicas, incluso después del histórico caso de la Corte Suprema Brown v. La Junta de Educación de Topeka . Los disturbios raciales y las protestas por los derechos civiles convirtieron a Chester en uno de los principales campos de batalla del movimiento por los derechos civiles .
Sin embargo, dentro del Congreso de Igualdad Racial y dentro del SNCC (particularmente después del Verano de la Libertad de 1964), se sugirió que los activistas blancos podrían promover mejor la causa de los derechos civiles organizando "los suyos". Al mismo tiempo, para muchos, 1963 fue el año en el que se descubrió la pobreza blanca. Esto gracias al libro The Other America   de Michael Harrington.
Concebido en parte como una respuesta al creciente peligro de una "reacción blanca", y con $ 5000 de United Automobile Workers, Tom Hayden promovió un Proyecto de Investigación y Acción Económica (ERAP). Los organizadores comunitarios de SDS ayudarían a atraer a los vecindarios, tanto negros como blancos, a un "movimiento interracial de los pobres". A fines de 1964, ERAP tenía diez proyectos en el centro de la ciudad que involucraban a 125 estudiantes voluntarios.
Ralph Helstein, presidente de United Packinghouse Workers of America, hizo los arreglos para que Hayden y Gitlin se reunieran con Saul Alinsky, quien, con veinticinco años de experiencia en Chicago y en todo el país, fue el padre reconocido de la organización comunitaria. Para consternación de Helstein, Alinsky llamó a la aventura del SDS en el campo como "ingenua y condenada al fracaso". Su visión de los pobres y de lo que podría lograrse por consenso era absurdamente romántica. La "participación ciudadana" de Alinsky, que otorgaba importancia al fuerte liderazgo local, la estructura y la rendición de cuentas, era algo "fundamentalmente diferente" de la "democracia participativa" prevista por Hayden y Gitlin.
Con la elección de un nuevo liderazgo en la convención nacional de SDS de julio de 1964, ya había disconformidades. Con "todo el equilibrio de la organización trasladado a la sede de ERAP en Ann Arbor", el nuevo Secretario Nacional, C. Clark Kissinger, advirtió contra "la tentación de '¡tomar una generación de líderes universitarios y huir!' En cambio, debemos mirar hacia la construcción de la base del campus como la fuente de nuestro movimiento estudiantil". El sucesor de Gitlin como presidente, Paul Potter, fue más directo. El énfasis en "los problemas de los desposeídos" estaba fuera de lugar: "Es a través de la experiencia de la clase media y la anestesia de la burocracia y la sociedad de masas que la visión y el programa de la democracia participativa vendrán, si es que han de venir".
Hayden, quien se comprometió con la organización comunitaria en Newark (allí presencio los "disturbios raciales" en 1967) sugirió más tarde que si el ERAP no logró un mayor éxito fue debido al creciente compromiso de EE. UU. en intervenir Vietnam: "Una vez más el gobierno enfrentó una crisis interna iniciando una crisis externa”. Sin embargo, hubo voluntarios de ERAP más que listos para dejar sus oficinas y atender el llamado contra la guerra para regresar al campus. Atender las "luchas menos exóticas" de los pobres urbanos había sido una experiencia desalentadora.
Por mucho que los voluntarios hablaran por la noche sobre "transformar el sistema", "construir instituciones alternativas" y "potencial revolucionario", su credibilidad se basaba en su capacidad para obtener concesiones y, por lo tanto, desarrollar relaciones con el poder local, estructuras independientes de la agenda (cheques de asistencia social, alquiler, guardería, acoso policial, recolección de basura), la realidad diurna era de entrega construida "en torno a todos los instrumentos de mala calidad del estado". ERAP había parecido atrapar a los SDS en "una política de ajuste".
Varias ramas locales ampliaron la actividad en una variedad de proyectos, incluida la reforma universitaria, las relaciones entre la comunidad y la universidad, y comenzaron a centrarse en el tema del reclutamiento y la guerra de Vietnam. Lo hicieron dentro de los límites de las prohibiciones universitarias sobre la organización y actividad política en el campus.
Si bien los estudiantes de Kent State, Ohio, habían estado protestando por el derecho a organizarse políticamente en el campus un año antes, es el nacimiento televisado del Movimiento por la Libertad de Expresión en la Universidad de California en Berkeley, lo que generalmente se reconoce como el primer gran desafío al gobierno del campus. El 1 de octubre de 1964, multitudes de más de tres mil estudiantes rodearon una patrulla de la policía que retenía a un estudiante arrestado por montar una mesa de juego informativa para el Congreso de Igualdad Racial (CORE). El asiento impidió que el automóvil se moviera durante 32 horas. A finales de año, las manifestaciones, mítines y huelgas casi cerraron la universidad. Cientos de estudiantes fueron arrestados.

### 1965-66:Universidades libres y el reclutamiento
En febrero de 1965, el presidente Johnson escalo su ofensiva en la guerra de Vietnam, durante la operación Flaming Dart y envió tropas terrestres para luchar contra el Viet Cong en el sur. Los capítulos universitarios de SDS en todo el país comenzaron a liderar pequeñas manifestaciones localizadas contra la guerra. El 17 de abril la Oficina Nacional coordinó una marcha en Washington. Copatrocinado por Women Strike for Peace, y con el respaldo de casi todos los demás grupos de paz, asistieron 25.000. El primer seminario contra la guerra se llevó a cabo en la Universidad de Míchigan, seguido de cientos más en todo el país. El SDS fue reconocido a nivel nacional como el principal grupo estudiantil contra la guerra.
La Convención Nacional en Akron (a la que el director del FBI J. Edgar Hoover informó que asistieron "prácticamente todas las organizaciones subversivas de los Estados Unidos") seleccionó como presidente a Carl Oglesby (Antioch College). Había llamado la atención de los SDSers con un artículo contra la guerra, escrito mientras trabajaba para un contratista de defensa. El vicepresidente era Jeff Shero del cada vez más influyente capítulo de la Universidad de Texas en Austin. Sin embargo, no se llegó a un consenso sobre un programa nacional. Sin embargo, no se llegó a un consenso sobre un programa nacional.

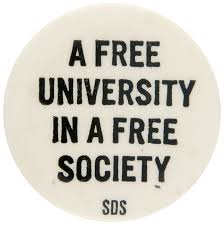
Botón de la SDS con el texto "universidad libre" c. 1965

En la reunión del Consejo Nacional de septiembre "se presentó toda una cacofonía de estrategias" sobre lo que claramente se había convertido en el tema central, Vietnam. Algunos instaron a la negociación, otros a la retirada inmediata de Estados Unidos, otros a la victoria del Viet-Cong. "Algunos querían enfatizar el horror moral de la guerra, otros se concentraron en su ilegalidad, algunos argumentaron que quitó fondos de las necesidades internas y algunos incluso lo vieron como un ejemplo de 'imperialismo estadounidense'. Esta fue la posición en desarrollo de Oglesby. A partir de entonces, el 27 de noviembre, en una manifestación contra la guerra en Washington, cuando Oglesby sugirió que la política estadounidense en Vietnam era esencialmente imperialista y luego pidió un alto el fuego inmediato, fue aplaudido salvajemente y reportado a nivel nacional.
El nuevo perfil pacifista más radical e intransigente que esto sugería pareció impulsar el crecimiento de la membresía. La afluencia desconcertó a los miembros mayores como Tom Gitlin quien, como admitió más tarde, simplemente no tenía "sensación" de un movimiento contra la guerra. No se llegó a un consenso sobre qué papel debería desempeñar el SDS para detener la guerra. Un intento final de la vieja guardia en una "conferencia de replanteamiento" para establecer una nueva dirección coherente para la organización fracasó. A la conferencia, celebrada en el campus de la Universidad de Illinois en Champaign-Urbana durante las vacaciones de Navidad de 1965, asistieron unas 360 personas de 66 capítulos, muchas de las cuales eran nuevas en SDS. A pesar de mucha discusión, no se tomaron decisiones sustanciales.
Los diversos capítulos del SDS siguieron con su postura antibélica. La guerra, sin embargo, no fue el único problema que impulsó la nueva militancia. Hubo llamadas nuevas y crecientes para cuestionar seriamente una experiencia universitaria que la Declaración de Port Huron había descrito como "difícilmente distinguible de la de cualquier otro canal de comunicaciones, digamos, un televisor". Los estudiantes debían comenzar a asumir la responsabilidad de su propia educación. En otoño de 1965 en gran parte bajo el ímpetu de SDS, había varias "universidades libres" en funcionamiento: en Berkeley, SDS reabrió la New School ofreciendo "'Marx and Freud', 'A Radical Approach to Science', 'Agency of Social
el Cambio y los Nuevos Movimientos'; en Gainesville, se estableció e incluso se incorporó una Universidad Libre de Florida; en Nueva York, se abrió una Universidad Libre en Greenwich Village, que ofrecía no menos de cuarenta y cuatro cursos ('Enfoques marxistas a las artes de vanguardia', 'Ética y revolución', 'La vida en China continental hoy'); y en Chicago, algo llamado simplemente La Escuela comenzó con diez cursos ('Organización vecinal y no violencia', 'Propósitos de la revolución'). A fines de 1966 había quizás quince. Las universidades entendieron estas organizaciones como una seria amenaza, y pronto comenzaron a ofrecer seminarios dirigidos en líneas similares de respuesta de los estudiantes, socavando con éxito la ideología radical de las universidades libres con un liberalismo más convencional.
La convención de verano de 1966 se trasladó más al oeste, a Clear Lake, Iowa. Nick Egleson fue elegido como presidente y Carl Davidson fue elegido vicepresidente. Jane Adams, ex voluntaria de Mississippi Freedom Summer y viajera del campus de SDS en Iowa, Kansas, Nebraska y Misuri, fue elegida Secretaria Nacional Interina. Ese otoño, su compañero Greg Calvert, recientemente profesor de historia en la Universidad Estatal de Iowa, se convirtió en secretario nacional. La convención marcó un nuevo giro hacia la organización en torno a los problemas del campus por parte de los capítulos locales, con la Oficina Nacional en un rol estrictamente de apoyo. Los problemas del campus iban desde mala comida, "gobiernos" estudiantiles impotentes, varias manifestaciones in loco parentis, reclutamiento en el campus para el ejército y, nuevamente, clasificación para el reclutamiento.
A pesar de la ausencia de un capítulo de SDS en el campus políticamente efectivo, Berkeley se convirtió nuevamente en un centro de agitación radical particularmente dramática por las acciones represivas contra la libertad de expresión de la universidad. Una descripción de la convocatoria de una huelga estudiantil apoyada con entusiasmo sugiere la distancia recorrida tanto desde la izquierda como desde los derechos civiles, raíces del activismo anterior. Sobre "un mar de cuerpos que vitoreaban" ante el edificio de la Unión, una pancarta de seis metros proclamaba "La felicidad es poder estudiantil". Una dirección en auge anunció:
Hoy estamos notificando, todos nosotros, que rechazamos la noción de que debemos ser pacientes y trabajar por un cambio gradual. Esa es la manera antigua. No necesitamos a la Vieja Izquierda. No necesitamos su ideología ni a la clase obrera, esas masas míticas que se supone que se levantarán y romperán sus cadenas. La clase obrera en este país se está moviendo hacia la derecha. Los estudiantes van a ser la fuerza revolucionaria en este país. Los estudiantes van a hacer la revolución porque tenemos la voluntad.
Después de una reunión de tres horas con micrófono abierto en el edificio de Ciencias de la Vida, en lugar de cerrar con el himno de los derechos civiles "We Shall Overcome", la multitud "se tomó de las manos y cantó el coro de 'Yellow Submarine'". La comprensión de los SDSers de lo "propio" se vio cada vez más influenciada por la escena contracultural en explosión del país. Hubo exploraciones, algunas serias, otras divertidas, de las implicaciones anarquistas o libertarias del compromiso con la democracia participativa. En el capítulo grande y activo de la Universidad de Texas en Austin, The Rag, un periódico clandestino fundado por los líderes de SDS Thorne Dreyer y Carol Neiman ha sido descrito como el primer periódico clandestino del país, para incorporar la "democracia participativa, la organización comunitaria y la síntesis de la política y la cultura que la Nueva Izquierda de mediados de los años sesenta estaba tratando de desarrollar".
Inspirado en un folleto distribuido por algunos poetas en San Francisco, y organizado por Rag y SDS con la creencia de que "no hay nada de malo en divertirse", un evento de "Jueves gentil" en el otoño de 1966 atrajo a cientos de residentes del área. Traer niños, perros, globos, pícnics y música al UT West Mall. Una prohibición sumaria por parte de la administración de UT aseguró una participación aún mayor y más entusiasta para el segundo Jueves Suave en la primavera de 1967. Parte de la "Semana Flipped Out", organizada en coordinación con una movilización nacional contra la guerra, fue un asunto más desafiante y abiertamente político. Incluyó apariciones de Stokley Carmichael, el poeta beat Allen Ginsberg y protestas contra la guerra en el Capitolio del Estado de Texas durante una visita del vicepresidente Hubert Humphrey. El ejemplo sentó un precedente para los eventos universitarios en todo el país.

### 1967-1968: Un alto a la guerra
El verano e invierno de 1967 vio una escalada en la militancia de las protestas del campus. Las manifestaciones contra los contratistas militares y otros reclutadores del campus fueron generalizadas, y los problemas de clasificación y reclutamiento aumentaron en escala. El año escolar había comenzado con una gran manifestación contra el reclutamiento de Dow Chemical Company en la Universidad de Wisconsin-Madison el 17 de octubre. Pacíficas al principio, las manifestaciones se convirtieron en una sentada que fue dispersada violentamente por la policía de Madison y el escuadrón antidisturbios, lo que resultó en muchas lesiones y arrestos. Luego, una manifestación masiva y una huelga estudiantil cerraron la universidad durante varios días. Una serie de manifestaciones coordinadas a nivel nacional contra el servicio militar obligatorio encabezadas por miembros de la Resistencia, la Liga de Resistentes a la Guerra y SDS agregaron combustible al fuego de la protesta. Después de que las tácticas convencionales de derechos civiles de los piquetes pacíficos parecieron haber fracasado, la Semana Stop the Draft de Oakland, California, terminó en escaramuzas masivas con la policía. La enorme marcha (100,000 personas) del 21 de octubre en el Pentágono vio a cientos arrestados y heridos. Las redadas nocturnas en las oficinas de reclutamiento comenzaron a extenderse.
El Buró Federal de Investigaciones y (FBI), principalmente a través de su programa de investigación COINTELPRO secreto y otras agencias de aplicación de la ley a menudo fueron expuestas por tener espías e informantes en los capítulos. La directiva general de COINTELPRO del director del FBI, Hoover, era que los agentes "expusieran, perturbaran, desviaran, desacreditaran o neutralizaran" las actividades y el liderazgo de los movimientos en los que se infiltraron.

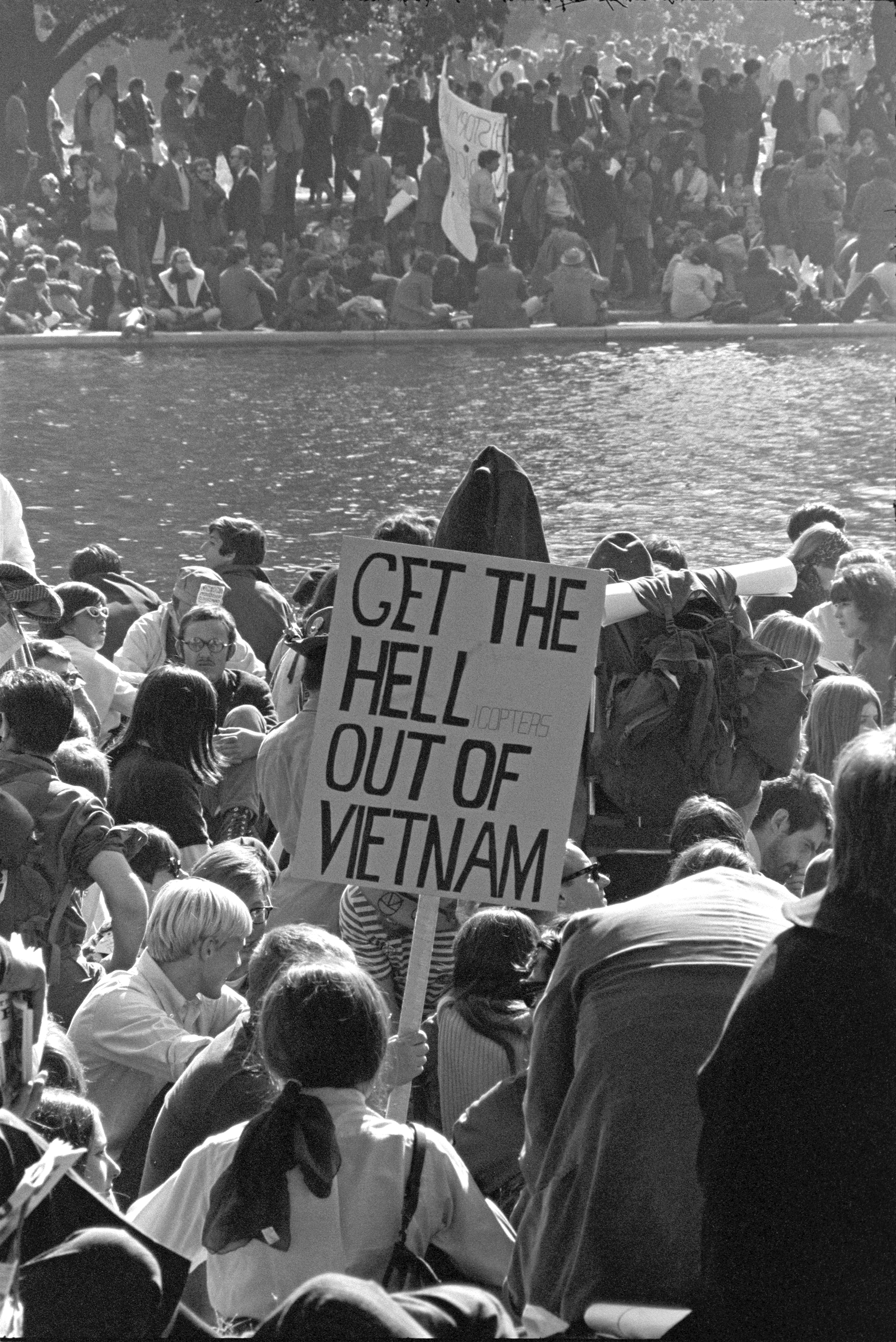
Marcha en protesta a la guerra de Vietnam fuera de las instalaciones del Pentágono

La Oficina Nacional buscó proporcionar una mayor coordinación y dirección (en parte a través de New Left Notes, su correspondencia semanal con los miembros). En la primavera de 1968, los activistas de National SDS dirigieron un esfuerzo en los campus llamado "Diez Días de Resistencia" y los capítulos locales cooperaron con el Comité de Movilización Estudiantil en mítines, marchas, plantones y seminarios, y el 18 de abril en un huelga de un día. Alrededor de un millón de estudiantes no asistieron a clases ese día, la huelga estudiantil más grande hasta la fecha. Pero fueron las cierre estudiantil de la Universidad de Columbia en Nueva York las que dominaron los medios nacionales. Dirigida por una alianza interracial de activistas del capítulo de Columbia SDS y activistas de la Student Afro Society, ayudó a hacer de SDS un nombre familiar. La membresía se disparó nuevamente en el ciclo escolar 1968–1969.
Más importante para pensar dentro de la Oficina Nacional, Columbia y el estallido de protestas estudiantiles que simbolizó parecían una prueba de que "los largos meses de trabajo de SDS estaban dando sus frutos". Como objetivos, los estudiantes "escogieron la guerra, la complicidad y el racismo, en lugar de los códigos de vestimenta y los horarios de los dormitorios, y como tácticas sentadas y tomas de poder, en lugar de peticiones y piquetes". Sin embargo, la investigación del Congreso descubrió que la mayoría de los capítulos continuaban siguiendo su propia agenda, en lugar de una nacional. En el otoño de 1968, sus temas cayeron en una o más de cuatro categorías amplias: (1) temas relacionados con la guerra, como la oposición al ROTC, el reclutamiento militar o de la CIA y la investigación militar en el campus; (2) problemas de poder de los estudiantes, incluidas las solicitudes de un sistema de calificación de aprobado/reprobado, ventas de cerveza en el campus, no toques de queda en los dormitorios y una voz estudiantil en la contratación de profesores; (3) apoyo a los empleados universitarios; y (4) apoyo a los estudiantes negros.
La convención de diciembre de 1967 eliminó la poca sugerencia que había de jerarquía dentro de la estructura de la organización: eliminó los cargos presidenciales y vicepresidenciales. Fueron reemplazados por un Secretario Nacional (Mike Spiegel, de 20 años), un Secretario de Educación (Texan Bob Pardun del capítulo de Austin) y un Secretario Interorganizacional (el exvicepresidente Carl Davidson). No se estableció una dirección clara para un programa nacional, pero los delegados lograron aprobar resoluciones firmes sobre el reclutamiento, la resistencia dentro del propio Ejército y la retirada inmediata de Vietnam.

## Mujeres en el SDS
En la Declaración de Port Huron no había ninguna tabla sobre la igualdad de la mujer. Tom Hayden había comenzado a redactar la declaración desde una celda de la cárcel en Albany, Georgia, donde aterrizó en una marcha organizada por Sandra "Casey" Cason (Casey Hayden). Es Cason quien había llevado a Hayden por primera vez a la SDS en 1960. Aunque ella misma se consideraba "uno de los chicos", su recuerdo de esas primeras reuniones de la SDS es un debate interminable impulsado por la postura intelectual masculina joven y, si una mujer comentaba, se sentía como si un niño hubiera hablado entre adultos. (En 1962 dejó Ann Arbor y Tom Hayden para regresar al SNCC en Atlanta).
Buscando las "raíces del movimiento de liberación de la mujer" en el movimiento de la "nueva izquierda", Sara Evans argumentó que el punto de vista de Hayden y su punto de vista masculinista había sido una de las fuentes no declaradas de tensión. Confrontados con la realidad de una economía acalorada por la guerra, en la que los únicos hombres desempleados "que quedaban para organizarse eran muy inestables y no calificados, borrachos y jóvenes de la calle", los miembros del SDS estaban desconcertados al verse obligados a organizarse en torno a "cuestiones esenciales". -"bienestar, cuidado de la salud, cuidado de niños, recolección de basura—surgiendo "en términos culturales... de la esfera de las mujeres en el hogar y la vida comunitaria".
En diciembre de 1965,  el SDS tuvo una "conferencia de replanteamiento" en la Universidad de Illinois. Uno de los documentos incluidos en el paquete de la conferencia era un memorando que Casey Hayden y otros habían escrito el año anterior para un evento similar de SNCC y publicado el mes anterior en Liberation,el órgano de difusión de la War Resisters League, bajo el título "Sex and Caste" ("Sexo y casta"). Como "último impulso" para organizar un "taller de mujeres", Evans sugiere que fue "el verdadero embrión de la nueva revuelta feminista". Pero esta fue una revuelta que se desarrollaría en gran medida fuera del SDS.
En una convención del SDS en 1966, las mujeres llamaron al debate, recibieron una lluvia de insultos y les arrojaron tomates. Al año siguiente pareció haber voluntad de hacer algunas enmiendas. El Taller de Liberación de la Mujer logró que se aceptara una resolución que insistía en que las mujeres fueran liberadas "para participar en otras actividades significativas" y que sus "hermanos" fueran liberados de "la carga del machismo". La SDS se comprometió con la creación de guarderías comunales, el control de la reproducción por parte de las mujeres, el reparto del trabajo doméstico y, lo que es fundamental para una organización cuyas oficinas estaban ocupadas casi en su totalidad por hombres, con la participación de mujeres en todos los niveles de la SDS "desde lamer sellos hasta asumiendo posiciones de liderazgo”. Sin embargo, cuando la resolución se imprimió en las Notas de la Nueva Izquierda del NO, fue con una caricatura de una mujer vestida con un vestido de muñeca, sosteniendo un cartel "¡Queremos nuestros derechos y los queremos ahora!".
Poco cambió en los dos años que siguieron. En general, los temas que estaban impulsando el crecimiento de un movimiento autónomo de liberación de la mujer no se consideraban relevantes para ser discutidos por hombres o mujeres de SDS (y si se discutían, recuerda una destacada activista, el "separatismo" tenía que ser denunciado "cada cinco minutos"). Durante los cinco tumultuosos días de la convención final en junio de 1969, a las mujeres se les dio solo tres horas para participar en el caucus y su llamado a las mujeres a luchar contra su opresión fue rechazado. Durante los cinco tumultuosos días de la convención final en junio de 1969, a las mujeres se les dio solo tres horas para participar en el caucus y su llamado a las mujeres a luchar contra su opresión fue rechazado. En la medida en que las mujeres se sintieron tanto empoderadas como frustradas en el movimiento, Todd Gitlin más tarde reclamaría algo de crédito por SDS por engendrar la segunda ola del feminismo. Las mujeres habían adquirido habilidades y experiencia en la organización, pero se les había hecho sentir profundamente su condición de segunda clase.

### Secesión y polarización
Durante la convención de 1967, en Ann Arbor hubo otra demanda, quizás igualmente portentosa, de igualdad y autonomía. A pesar de la disminución del apoyo de los líderes de SDS a ERAP, en algunos proyectos comunitarios las luchas contra la desigualdad, el racismo y la brutalidad policial habían cobrado impulso propio. Los proyectos habían atraído a activistas blancos de la clase trabajadora. Si bien reconocieron abiertamente la deuda que creían que tenían con el SNCC y con los Panteras Negras, muchos eran conscientes de que sus orígenes blancos pobres, y en algunos casos sureños, habían limitado su aceptación en "el Movimiento". En un discurso abrasador, Peggy Terry anunció que ella y sus vecinos en la parte alta de la ciudad, "Hillbilly Harlem", Chicago, habían ordenado a los estudiantes voluntarios que abandonaran su sindicato comunitario. Confiarían en sí mismos, hablarían por sí mismos y trabajarían solo con aquellos forasteros dispuestos a vivir como parte de la comunidad y de "la clase trabajadora" a largo plazo.
Con lo que ella consideró como un entendimiento implícito del llamado de Stokely Carmichael para que los negros definan sus propios objetivos, para liderar sus propias organizaciones, Terry argumentó que "ha llegado el momento de que nos volvamos hacia nuestra propia gente, los blancos pobres y de clase trabajadora". , en busca de dirección, apoyo e inspiración, para organizarnos en torno a nuestra propia identidad, nuestros propios intereses". Sin embargo, mientras Peggy Terry declaraba su independencia del SDS como militante de la clase trabajadora, las voces más estridentes en la convención eran las de aquellos que, desechando las reservas de la vieja guardia de Port Huron, declaraban a la clase trabajadora como, después de todo, la única fuerza capaz de subvertir el imperialismo estadounidense y de efectuar un cambio real. Fue sobre la base de esta nueva polémica marxista que se retuvo el apoyo a las manifestaciones masivas convocadas por el Comité Nacional de Movilización para Terminar la Guerra en Vietnam para coincidir con la actividad de protesta de la Convención Nacional Democrática de 1968 con la Convención Nacional Demócrata de agosto de 1968 en Chicago.
En el caso de que, bajo el mandato de reclutar y ofrecer apoyo, si la policía de Chicago "comenzara a provocar disturbios" (lo cual hizo), donde miembros del SDS estuvieron presentes. El 28 de agosto el secretario nacional Michael Klonsky estaba en la radio Havanna: "Hemos estado luchando en las calles durante cuatro días. Mucha de nuestra gente ha sido golpeada, y muchos de ellos están en la cárcel, pero estamos ganando. "Pero en la primera reunión del consejo nacional después de la convención (Universidad de Colorado, Boulder, del 11 al 13 de octubre), la Alianza de Estudiantes y Trabajadores confirmó su línea: los intentos de influir en los partidos políticos en los Estados Unidos fomentaron una "ilusión". que las personas puedan tener poder democrático sobre las instituciones del sistema. La respuesta correcta fue organizar a la gente en "acción directa". "El 'centro' ha demostrado su fracaso... permanece en la izquierda no para aferrarse a los mitos liberales sino para construir su propia fuerza a partir de la polarización, para construir el 'polo' de izquierda".

### 1969-1970:fragmentación y disolución
La Worker Student Alliance (Alianza de Trabajadores y Estudiantes) era una organización de fachada del Partido Laborista Progresista (PLP), cuyos delegados se habían sentado por primera vez en la convención SDS de 1966. El PLP era maoísta, pero era lo suficientemente anticuado como para ver la política y la acción no sólo desde la perspectiva de la clase, sino también desde la perspectiva "de" "la clase". El PLP condenó la protesta en Chicago no sólo porque existía la "ilusión" de que el sistema podía ser presionado o cabildeado efectivamente, sino porque, en su opinión, la resistencia "salvaje en las calles" distanciaba "a las masas trabajadoras". y le hizo más difícil a la izquierda construir una base popular. Era un mandato que el PLP parecía llevar a través de una gama de lo que consideraban las expresiones más salvajes, o para los trabajadores más desafiantes, del movimiento. Estos incluían feministas (aquellas que quieren "organizar a las mujeres para discutir sus problemas personales sobre sus novios"), la contracultura y el pelo largo.
En un momento en que las Notas de la Nueva Izquierda podían describir a la SDS como "una confederación de conglomerados localizados de personas unidas por un nombre", y mientras los acontecimientos en el país seguían a la deriva, lo que el PLP-WSA ofreció fue la promesa de disciplina organizacional y de una visión consistente. Pero hubo una oferta rival por la dirección y el control de la organización.
En un consejo nacional realizado a fines de 1968 en Ann Arbor (al que asistieron representantes de 100 de los 300 capítulos reputados), la mayoría de los líderes nacionales y el personal regional impulsaron una resolución de política escrita por el secretario nacional Michael Klonsky titulada “Hacia un movimiento juvenil revolucionario”. El SDS se transformaría en un movimiento revolucionario, yendo más allá del campus para encontrar nuevos reclutas entre los trabajadores jóvenes, los estudiantes de secundaria, las Fuerzas Armadas, los colegios comunitarios, las escuelas de oficios, los desertores y los desempleados.
Al igual que el PLP-WSA, esta facción del Movimiento Juvenil Revolucionario (RYM) estaba comprometida con un análisis anticapitalista que privilegiaba a la clase trabajadora. Pero RYM hizo al menos dos concesiones al espíritu más amplio de los tiempos. Primero, superó la oferta del PLP-WSA en acomodar la movilización negra y étnica al abrazar la legitimidad dentro de "la clase" de los "nacionalismos del Tercer Mundo". Las "colonias oprimidas" en los Estados Unidos tenían derecho "a la autodeterminación (incluido el derecho a la secesión política si así lo deseaban)". En segundo lugar, como movimiento "juvenil", el RYM permitió que, aunque solo fuera en solidaridad con otros de su generación, los estudiantes pudieran tener "algo" de agencia.
Sin embargo, ninguna de las tendencias fue una jornada de puertas abiertas para los estudiantes de primer o tercer año que llegaban y que despertaban a las posibilidades de compromiso político. Sale observa que "en un momento en que muchos jóvenes querían algunas explicaciones por el fracaso de la política electoral, SDS estaba dirigida por personas que hacía tiempo que habían dejado de preocuparse por las elecciones y estaban tratando de organizarse para la revolución". A los estudiantes que "apenas comenzaban a ser conscientes de su propia radicalización y de su papel potencial como intelectuales en una izquierda estadounidense", el SDS proponía que "los únicos agentes realmente importantes para el cambio social eran los trabajadores industriales, o los negros del gueto, o los revolucionarios del Tercer Mundo". Para los estudiantes dispuestos a "asumir sus administraciones [universitarias] por cualquier número de agravios", el análisis de SDS enfatizó "'desestudiarizar', abandonar y destruir universidades. * Para aquellos que buscan "suplantar las andrajosas teorías del liberalismo corporativo, SDS tenía solo los principios imperfectamente elaborados de un marxismo prestado y un apego intransmisible a las teorías de otros revolucionarios".

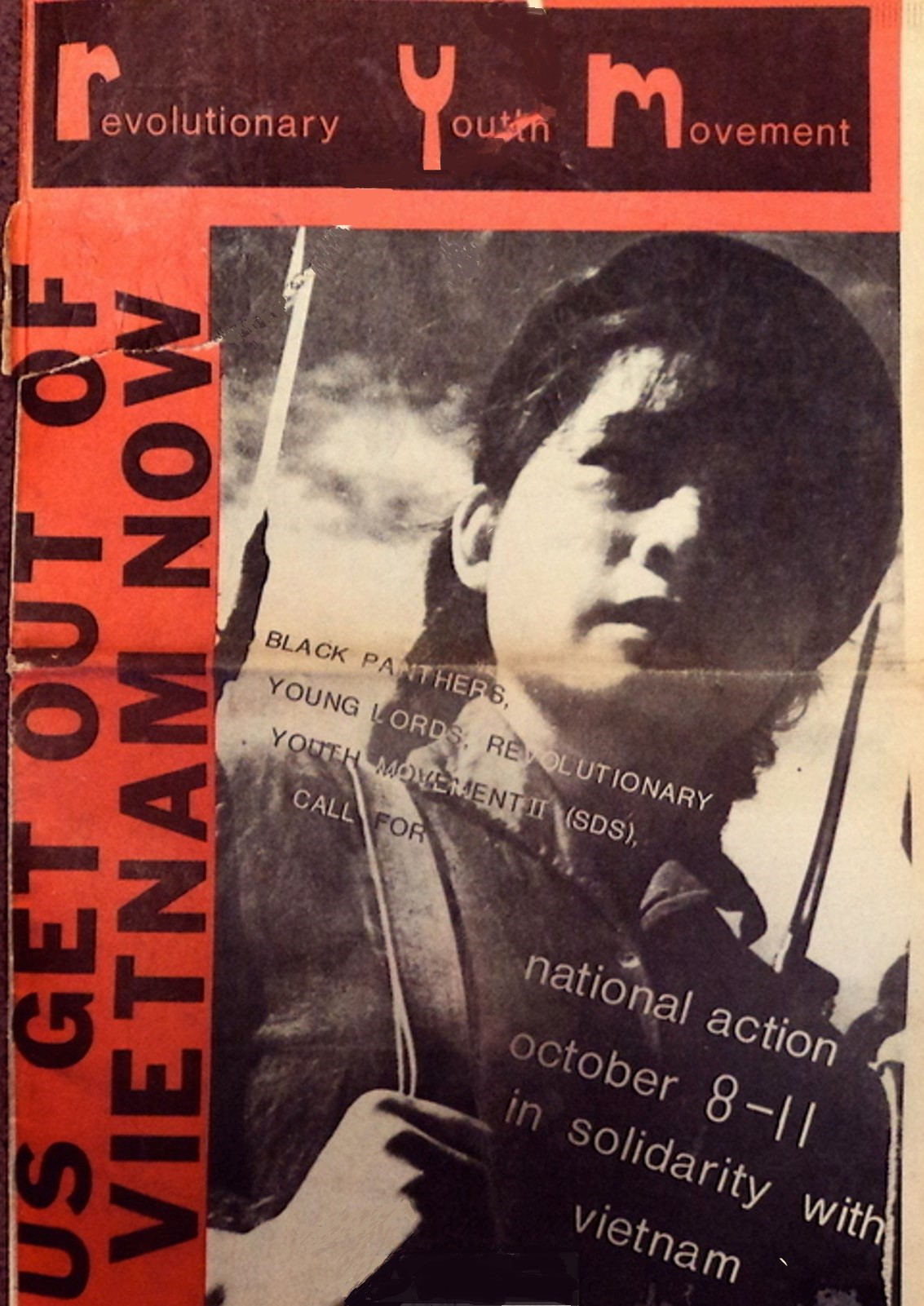
Convocatoria RYM para el día nacional de acción en solidaridad con Vietnam, 1969

En cuanto a las mujeres que deseaban acercarse al SDS con sus propios problemas, la facción RYM apenas estaba más dispuesta que el PLP-WSA a darles espacio. En un momento en que los jóvenes de las Panteras Negras estaban bajo un ataque feroz, consideraron positivamente racista que las mujeres blancas educadas se centraran en su propia opresión.
En el nuevo año, WSA y RYM comenzaron a dividir las oficinas nacionales y algunos capítulos. Las cosas llegaron a un punto crítico en el verano de 1969, en la novena convención nacional de SDS celebrada en el Chicago Coliseum. Los dos grupos lucharon por el control de la organización durante toda la convención. El RYM y la facción de la Oficina Nacional, liderada por Bernardine Dohrn, finalmente sacaron a varios cientos de personas del Coliseo.
Esta agrupación NO-RYM se volvió a reunir como la convención oficial cerca de la Oficina Nacional. Eligieron autoridades y expulsaron al PLP. La acusación era doble: (1) "El PLP ha atacado todas las luchas nacionales revolucionarias de los pueblos negros y latinoamericanos en los Estados Unidos como racistas y reaccionarias", y (2) el "PLP atacó a Ho Chi Minh, el NLF, el gobierno revolucionario de Cuba, todos los líderes de las luchas populares por la libertad contra el imperialismo estadounidense".
Las 500-600 personas que permanecieron en la sala de reuniones, dominada por el PLP, se declararon "Real SDS", eligiendo a los miembros del PLP y la WSA como oficiales Al día siguiente, había en efecto dos organizaciones SDS, "SDS-RYM" y "SDS-WSA".
SDS-RYM se separó poco después de la separación. En una decisión de disolver efectivamente la organización ("las marchas y las protestas no lo harán"), una facción que incluía a Dohrn decidió resistir armada. En alianza con el "Movimiento de Liberación Negro", una "fuerza de combate blanca" "llevaría la guerra a casa". El 6 de octubre de 1969, los Weathermen colocaron su primera bomba, haciendo estallar una estatua en Chicago que conmemoraba a los policías asesinados durante el Motín de Haymarket de 1886. Otros iban a seguir a Michael Klonsky en el Nuevo Movimiento Comunista.
Después de la ruptura de su rival y antes de disolverse en 1974 en el Comité contra el Racismo, la WSA continuó en los campus como "la SDS". Funcionando para reclutar para el PLP, era una organización centralizada y disciplinada bastante distinta del movimiento original de Port Huron.

### Nuevo SDS
A partir de enero de 2006, tomó forma un movimiento para revivir a los Estudiantes por una Sociedad Democrática. Dos estudiantes de secundaria, Jessica Rapchik y Pat Korte, decidieron acercarse a los exmiembros de SDS de los años sesenta (incluido Alan Haber, el primer presidente de la organización) y crear una SDS de nueva generación. La nueva SDS celebró su primera convención nacional en agosto de 2006 en la Universidad de Chicago. Se describen a sí mismos como una "organización progresista de activistas estudiantiles" con la intención de construir "un fuerte movimiento estudiantil para defender nuestros derechos a la educación y hacer frente a los recortes presupuestarios", para "oponerse al racismo, el sexismo y la homofobia en el campus" y para "decir NO a la guerra". Informan capítulos en 25 estados con algunos miles de seguidores.